# Tōde
Il Tōde, noto anche come Okinawa-te (in dialetto di Okinawa: Tūdi, Uchinādi) era una disciplina di autodifesa a mano nuda, il cui nome significa letteralmente mano cinese.
La prima forma di combattimento nota col nome di Tōde fu influenzata dal quanfa cinese; col trascorrere degli anni le scuole di karate di Okinawa si distinsero in due correnti principali: lo Shorei-ryu e lo Shōrin-ryū, e da queste scuole derivano due accezioni del Karate: shorin, che punta ad allenare di più la tecnica e shorei, che invece si focalizza di più sulla forza, in modo equivalente ai due principi dello Yin e dello Yang.
Non esisteva ancora il nome karate e quest'arte veniva chiamata Tōde (mano di Tang o "cinese") o Te (letteralmente "mano"). Successivamente il nome mutò in karate, in cui kara significa "cinese" e il cui senso fu reinterpretato nel XX secolo con l'omofono per "vuoto" in giapponese, per differenziarlo dal Kobudō (lotta con le armi).
L'Okinawa-te si differenziò subito in tre stili, dai nomi diversi a seconda dei luoghi in cui veniva praticato: il Naha-te (sul modello del kung fu/gongfu della Cina meridionale), lo Shuri-te e il Tomari-te (entrambi sul modello del kung fu/gongfu della Cina settentrionale).
Dal Naha-te discesero due scuole: la Uechi-Ryu, fondata dal maestro Kanbun Uechi, ed una seconda, inizialmente senza nome, fondata dal Sensei Kanryo Higaonna e portata avanti dal suo allievo Chōjun Miyagi, che fondò lo stile Gōjū-ryū. Nel 1900 venne riconosciuto il valore educativo del Tōde, soprattutto grazie all'operato di Gichin Funakoshi e si decise di insegnarlo nelle scuole.